# Língua zuni
Zuni (também Zunhi) é uma língua do povo Zuni, indígenas do oeste do Novo México, leste do Arizona, Estados Unidos. É falada por cerca de 9.500 pessoas em todo,especialmente nas proximidades de  Zuni Pueblo (Novo México) e grupos muito menores em partes do Arizona. Ao contrário da maior parte das línguas indígenas dos Estados Unidos, o Zuni ainda é falado por um significante de crianças, o que a torna menos sujeita a uma extinção em breve tempo. Edmund Ladd registrou em 1994 que Zuni é ainda a principal lingual de comunicação no “Pueblo” Zuni, sendo usada totalmente nos lares (Newman 1996). Na própria língua, o idioma é chamado Shiwi'ma (shiwi "Zuni" + -’ma "vernacular", significa "Maneira Zuni") e o coletivo dos falantes é chamado A:shiwi (’a:(w)- "plural" + shiwi "Zuni").

## Classificação
Zuni é considerada uma  Língua isolada (sem relação com nenhuma outra língua). Um certo número de possíveis relações com outras línguas foram propostas, mas nenhyuma delas teve maior aceitação. As mais significativas  propostas hipotéticas  relacionaram o Zuni com as Línguas penutianas, Tanoanas, Hocanas, Keresan.
A hipótese com melhor base é a de Newman (1964) , a da conexão com as línguas Penutianas, mas o próprio Newman (conforme Michael Silverstein) que isso era quase uma ironia em função da questionável metodologia nos estudos do Penutiano (Goddard 1996). O conjunto dos cognatos considerados por Newman foram marcados pelos problemas comuns das comparações de línguas, tais como: formas estrangeiras de uma mesma origem comum (Ex. "tabaco"), forma similares mas com grande diferença semântica (Exs.. "mau" e  "lixo", "cavalo" e  "pata de cavalo"), formas carinhosas infantis, e onomatopeias (Campbell 1997). Zuni também foi incluída na proposta de origem Penutiana por Morris Swadesh e Joseph Greenberg que agrupou num sub-grupo do Penutiano – ambas com fortes (Campbell 1997).
Edward Sapir a incluiu com reservas entre as línguas Azteco-Tanoanas na sua classificação “heurística” das línguas da América para a Encyclopædia Britannica de 1929, sem evidências que o confirmasse. Discussões posteriores acerca das Azteco-Tanoanas excluiram o zuni (Foster 1996). Karl-Heinz Gursky publicou uma problemática e não convincente agrupando Zuni junto com a língua Keresan. J. P. Harrington escreveu um relato classificando a Zuni como uma Hocana (Campbell 1997).

## Contatos
Sendo o povo Zuni situado na area linguística de “Pueblo”, a língua zuni compartilha características com as linguas Hopi,  Keresan,  Tanoana e de forma menos significativa com o Navajo, talvez por razões de contatos entre falantes. O desenvolvimento de consoantes “ejetivas” no Zuni se deve provavelmente ao contato com falantes de Keresan e Tanoano, línguas que têm muitas ejetivas. De forma similar, consoantes aspiradas são muito comuns em Zuni. Algumas das línguas Tanoanas têm as vogais no sistema i-e-a-o-u o que deve ter vindo do Zuni. Outras características compartilhadas são: redução vocal de vogais e de algumas consoantes sonoras, número gramatical dual.vocabulário diversos para situações de cerimônia, presença da velar-labializada [kʷ] (Campbell 1997).

## Fonologia
Ortografia das 16 consoantes do Zuni - com símbologia IPA no caso de pronúncia diferir da ortografia.
|             | Bilabial | Dental/Alveolar | Dental/Alveolar | Post- alveolar | Palatal | Velar     | Velar   | Glotal |
| Central     | Bilabial | Lateral         | plana           | Post- alveolar | Palatal | Labial    |         | Glotal |
| ----------- | -------- | --------------- | --------------- | -------------- | ------- | --------- | ------- | ------ |
| Plosiva     | p        | t               |                 |                |         | k, ky /k/ | kw /kʷ/ | ’ /ʔ/  |
| Africada    |          | ts              |                 | ch /tʃ/        |         |           |         |        |
| Fricativa   |          | s               | ł /ɬ/           | sh /ʃ/         |         |           |         | h      |
| Nasal       | m        | n               |                 |                |         |           |         |        |
| Aproximante |          |                 | l               |                | y /j/   |           | w       |        |
VogaisZuni:
|             | Frontal | posterior |
| ----------- | ------- | --------- |
| fechada     | i       | u         |
| Vogal Média | e       | o         |
| Aberta      | a       | a         |
As sílabas Zuni são C(C)V(ː)(C)(C)

## Gramática
A ordem das palavras nas frases Zuni é livre com uma tendência a S-O-V. Mão há marcação de caso nos substantivos.O sistema verbal é complexo, bem mais que o dos substantivo, com  muitas incorporações. Como em outras línguas do sudoeste, Zuni apresenta Switch-reference.
Newman (1965, 1996) classificou as palavras do Zuni de acordo com suas propriedades de  morfologia estrutural, no caso a presença e o tipo de sufixos de inflexão,e não de acordo com suas estruturas sintáticas  associadas. Desse modo, para ele, substantivos e nomes não são o sinônimos.

### Pronomes
Zuni usa pronome abertos e explícitos para as referentes primeira, segunda e terceira pessoas. Essas pronomes podem  ter numero (singular, dual, plural) e três casos  (sujeito,objeto, possessivo). Além disso, objeto e possessivo podem apresentar dependendo se aparecem de forma mais enfática no final ou em forma medial (essa somente para possessivos). Os pronomes se apresentam na tabela a seguir:
|        | Sujeito |        |  | Objeto    |  | Possessivo |            |
| ------ | ------- | ------ |  | --------- |  | ---------- | ---------- |
|        | medial  | final  |  |           |  | medial     | final      |
| 1sing. | ho'     | hoo'o  |  | hom       |  | hom        | homma      |
| 2sing. | to'     | too'o  |  | tom       |  | tom        | tomma      |
| 3sing. | --      | --     |  | 'an       |  | 'an        | 'aani      |
| 1dual  | hon     | ho'no  |  | ho'na'    |  | ho'na'     | ho'na'     |
| 2dual  | ton     | to'no  |  | to'na'    |  | to'na'     | to'na'     |
| 3dual  | 'aachi  | 'aachi |  | 'aachiya' |  | 'aachiya'  | 'aachiya'  |
| 1plu.  | hon     | ho'no  |  | ho'na'    |  | ho'n'aawan | ho'n'aawan |
| 2plu.  | ton     | to'no  |  | to'na'    |  | to'n'aawan | to'n'aawan |
| 3plu.  | --      | --     |  | 'aawan    |  | 'aawan     | 'aawan     |

Note the syncretism between dual and plural non-possessive forms in the first and second persons. Utterances with these pronouns are typically disambiguated by the fact that plural pronouns agree with plural-marked verb forms.

## Sociolinguística
A língua  Zuni pode apresentar três aspectos, além do coloquial:
- para contar estórias (telapnaawe) - Tedlock (1972)
- cerimonial - Newman (1955)
- gírias  - Newman (1955)

Nomes – (Teknonymy)]. Zuni adults are often known after the relationship between that adult and a child. For example, a person might be called "father of so-and-so", etc. This circumlocution is used to avoid using adult names, which have religious meanings and are very personal.

## Orthografia
São 18 as letras do Alfabeto latino para o Zuni,havendo também os conjuntos ‘’ch, kh e sh’’.
A /a/, B, D, CH, E /e/, H, I /i/, K, L, Ł, M, N, O /o/, P, S, T, U /ʊ/, W, Y
- C não existe isolada no alfabeto,embora exista o ‘’ch’’.
- c, r, g, v, z, x, q, f, j não são usadas em Zuni,m exceto par apalavras de origem estrangeiras.
- Há os sons Ł, ł indica  IPA /ɬ/ (pronunciados como  H e I juntos)
- :  é usado para indicar vogal ‘’longa’’ quando fica escrito depois da vogal.
- ’ indica IPA /ʔ/ , uma ”pausa” glotal que não pode ser a primeira de uma palavra.

A atual ortografia foi desenvolvida quase que totalmente por Curtis Cook.

### Ortografias antigas
Os linguistas e antropólogos desenvolveram seus próprios modos de escrita para o Zuni antes de haver um alfabeto padrão.Um foi desenvolvido pelo linguista  Stanley Newman (1954). Essa  ortografia e prática seguia essencialmente anotação ortográfica ‘’America’’, substituindo alguns sons  de letras incomuns por outras letras ou por dígrafos. Mais tarde,  Dennis Tedlock revisou essa ortografia para transcrever narrativas orais..
A seguir se apresenta uma tabela comparativa das ortografias..
| Tedlock | Newman | Americana | IPA    |
| ------- | ------ | --------- | ------ |
| ʼ       | /      | ʔ         | /ʔ/    |
| ʼʼ      | //     | ʔʔ        | /ʔʔ/   |
| a       | a      | a         | /a/    |
| aa      | a:     | a•        | /aː/   |
| ch      | ch     | č         | /tʃ/   |
| cch     | chch   | čč        | /tʃtʃ/ |
| e       | e      | e         | /e/    |
| ee      | e:     | e•        | /eː/   |
| i       | i      | i         | /i/    |
| ii      | i:     | i•        | /iː/   |
| h       | j      | h         | /h/    |
| hh      | jj     | hh        | /hh/   |
| k       | k      | k         | /k/    |
| kk      | kk     | kk        | /kk/   |
| kw      | q      | kʷ        | /kʷ/   |
| kkw     | qq     | kʷkʷ      | /kʷkʷ/ |
| l       | l      | l         | /l/    |
| ll      | ll     | ll        | /ll/   |
| lh      | lh     | ł         | /ɬ/    |
| llh     | lhlh   | łł        | /ɬɬ/   |
| m       | m      | m         | /m/    |

| Tedlock | Newman | Americana | IPA    |
| ------- | ------ | --------- | ------ |
| mm      | mm     | mm        | /mm/   |
| n       | n      | n         | /n/    |
| nn      | nn     | nn        | /nn/   |
| o       | o      | o         | /o/    |
| oo      | o:     | o•        | /oː/   |
| p       | p      | p         | /p/    |
| pp      | pp     | pp        | /pp/   |
| s       | s      | s         | /s/    |
| ss      | ss     | ss        | /ss/   |
| sh      | sh     | š         | /ʃ/    |
| ssh     | shsh   | šš        | /ʃʃ/   |
| t       | t      | t         | /t/    |
| tt      | tt     | tt        | /tt/   |
| ts      | z      | c         | /ts/   |
| tts     | zz     | cc        | /tsts/ |
| u       | u      | u         | /u/    |
| uu      | u:     | u•        | /uː/   |
| w       | w      | w         | /w/    |
| ww      | ww     | ww        | /ww/   |
| y       | y      | y         | /j/    |
| yy      | yy     | yy        | /jj/   |

Na ortografia  de Newman (usada em Dicionário,  Newman 1958), os símbolos, ch, j, lh, q, sh, z, /, : substituíram os “ Americanos”  č, h, ł, kʷ, š, c, ʔ, • (usados na Gramática de Newman 1965).
A ortografia de Tedlock usa ʼ em lugar do  /  Newman, exceto no início de palavras onde ele não vem escrito. Além disso, no sistema de Tedlock as vogais longas são escritas duplicadas e não com a marca de maior extensão : do sistema de Newman (aa em lugar de a:);  h e  kw são usadas em lugar de j e q.  Tedlock escreve as seguintes consoantes longas - cch, llh, ssh, tts — duplicando aletrainicial em lugar do procedimento de  Newman de dobrar ambas letras do dígrafo - chch, lhlh, shsh — kkw e tts são usadas em lugar dos  qq e  zz de Newman.

## Amostra de texto
- Le'na' benan k'okshi banan kwayi. Jesus Christ, ho'n a:wan Datchu God an Tsawak'ona andepbe:'a.
- Hish kya:koł ho'n a:wan Datchu God an beye:na:kwe deya'kowa Isaiah le'na' ts'ina: ya:k'yakkya. Ho'n a:wan Datchu God yam Tsawak le'anikwekkya, "Si! Wan yu'hadiyahk'ya! Ho' yam beye:na:kwe dom an kel a:k'yap, lukk'on dom an kwa'hoł demła yelede'unna.
- Luk hom an beye:na:kwe delibałda'kowa we'atchonan, a:ho'i le'a:wanikwanna, ‘Demł a:ho' a:wan Mosson an iydunona dekkwin don yam ik'e:na: k'okshuna:wa. Iydunon akkya don yelede'una:wa!'" Lesna' Isaiah ts'ina: ya:k'yakkya.

Tradução:
| “ | «Início do Evangelho de Jesus Cristo,o filho de Deus; como está escrito pelos Profetas, estejam atentos, eu mandei meu mensageiro diante de teu rosto, ele deve preparar teu caminho diante de ti. Voz de alguém que clama no deserto, prepara o caminho do Senhor, endireita suas veredas.» (Marcos 1:1–3) | ” |